# Epeolus rufomaculatus
Epeolus rufomaculatus är en biart som beskrevs av Cockerell och Sandhouse 1924. Epeolus rufomaculatus ingår i släktet filtbin, och familjen långtungebin. Inga underarter finns listade i Catalogue of Life.